# Endicott Arm
Der Endicott Arm ist ein Fjord in den Boundary Ranges im US-Bundesstaat Alaska, 80 km südlich von Juneau. 
Er ist etwa 45 km lang und zu 20 % von Eis bedeckt. Am Fjordende liegt der Dawes-Gletscher. Benannt wurde der Fjord 1889 von H. B. Mansfield nach William Crowninshield Endicott, einem Kriegsminister unter Präsident Grover Cleveland. 
Der Fjord liegt im Tongass National Forest  an der Stephens Passage, einer Meerenge im Alexanderarchipel, von der aus er in südöstlicher Richtung verläuft. 1980 wurden der Endicott Arm zusammen mit dem parallel verlaufenden Tracy Arm sowie deren Umgebung mit insgesamt über 2640 km² vom Kongress der Vereinigten Staaten unter dem Namen Tracy Arm-Fords Terror Wilderness zum Wilderness Area erklärt, der strengsten Klasse von Naturschutzgebieten in den Vereinigten Staaten.
Am Nordufer des Endicott Arms zweigt die langgestreckte schmale Seitenbucht Fords Terror ab.